# Fjärden, Hälsingland
Fjärden är en sjö i Bollnäs kommun i Hälsingland och ingår i Ljusnans huvudavrinningsområde. Sjön har en area på 0,326 kvadratkilometer och ligger 77,4 meter över havet. Sjön avvattnas av vattendraget Anneforsån.

## Delavrinningsområde
Fjärden ingår i det delavrinningsområde (679930-152214) som SMHI kallar för Utloppet av Fjärden. Medelhöjden är 140 meter över havet och ytan är 3,57 kvadratkilometer. Räknas de 21 avrinningsområdena uppströms in blir den ackumulerade arean 154,88 kvadratkilometer. Anneforsån som avvattnar avrinningsområdet har biflödesordning 3, vilket innebär att vattnet flödar genom totalt 3 vattendrag innan det når havet efter 58 kilometer. Avrinningsområdet består mestadels av skog (56 procent) och jordbruk (16 procent). Avrinningsområdet har 0,3 kvadratkilometer vattenytor vilket ger det en sjöprocent på 8,4 procent.